# Christopher Wernitznig
Christopher Wernitznig (Villach, 24 de febrero de 1990) es un futbolista austriaco que juega de centrocampista en el SV Ried de la Bundesliga austríaca.

## Estadísticas

### Clubes
Actualizado al último partido disputado el 13 de noviembre de 2022.
| Club                            | Div.          | Temporada     | Liga  | Liga  | Copas nacionales | Copas nacionales | Copas internacionales | Copas internacionales | Total | Total |
| Club                            | Div.          | Temporada     | Part. | Goles | Part.            | Goles            | Part.                 | Goles                 | Part. | Goles |
| ------------------------------- | ------------- | ------------- | ----- | ----- | ---------------- | ---------------- | --------------------- | --------------------- | ----- | ----- |
| SV Spittal / Drau · Austria     | 3.ª           | 2008-09       | 20    | 1     | 2                | 0                | —                     | —                     | 22    | 1     |
| SV Spittal / Drau · Austria     | 3.ª           | 2009-10       | 0     | 0     | 0                | 0                | —                     | —                     | 0     | 0     |
| SV Spittal / Drau · Austria     | Total club    | Total club    | 20    | 1     | 2                | 0                | 0                     | 0                     | 22    | 1     |
| Villacher SV · Austria          | 4.ª           | 2010-11       | 16    | 10    | 1                | 0                | —                     | —                     | 17    | 10    |
| Villacher SV · Austria          | Total club    | Total club    | 16    | 10    | 1                | 0                | 0                     | 0                     | 17    | 10    |
| FC Wacker Innsbruck · Austria   | 1.ª           | 2010-11       | 1     | 0     | 0                | 0                | —                     | —                     | 1     | 0     |
| FC Wacker Innsbruck · Austria   | 1.ª           | 2011-12       | 29    | 8     | 3                | 1                | —                     | —                     | 32    | 9     |
| FC Wacker Innsbruck · Austria   | 1.ª           | 2012-13       | 33    | 7     | 3                | 0                | —                     | —                     | 36    | 7     |
| FC Wacker Innsbruck · Austria   | 1.ª           | 2013-14       | 31    | 1     | 2                | 3                | —                     | —                     | 33    | 4     |
| FC Wacker Innsbruck · Austria   | Total club    | Total club    | 94    | 16    | 8                | 4                | 0                     | 0                     | 102   | 20    |
| Wolfsberger AC · Austria        | 1.ª           | 2014-15       | 33    | 6     | 3                | 1                | —                     | —                     | 36    | 7     |
| Wolfsberger AC · Austria        | 1.ª           | 2015-16       | 32    | 3     | 2                | 0                | 4                     | 0                     | 38    | 3     |
| Wolfsberger AC · Austria        | 1.ª           | 2016-17       | 20    | 3     | 1                | 0                | —                     | —                     | 21    | 3     |
| Wolfsberger AC · Austria        | 1.ª           | 2017-18       | 34    | 1     | 3                | 0                | —                     | —                     | 37    | 1     |
| Wolfsberger AC · Austria        | 1.ª           | 2018-19       | 31    | 2     | 3                | 1                | —                     | —                     | 34    | 3     |
| Wolfsberger AC · Austria        | 1.ª           | 2019-20       | 27    | 4     | 3                | 0                | 4                     | 0                     | 34    | 4     |
| Wolfsberger AC · Austria        | 1.ª           | 2020-21       | 30    | 1     | 4                | 0                | 7                     | 0                     | 41    | 1     |
| Wolfsberger AC · Austria        | 1.ª           | 2021-22       | 25    | 0     | 4                | 2                | —                     | —                     | 29    | 2     |
| Wolfsberger AC · Austria        | Total club    | Total club    | 232   | 20    | 23               | 4                | 15                    | 0                     | 270   | 24    |
| SK Austria Klagenfurt · Austria | 1.ª           | 2022-23       | 16    | 0     | 3                | 1                | —                     | —                     | 19    | 1     |
| SK Austria Klagenfurt · Austria | Total club    | Total club    | 16    | 0     | 3                | 1                | 0                     | 0                     | 19    | 1     |
| Total carrera                   | Total carrera | Total carrera | 378   | 47    | 37               | 9                | 15                    | 0                     | 430   | 56    |